# George Pomeroy Colley

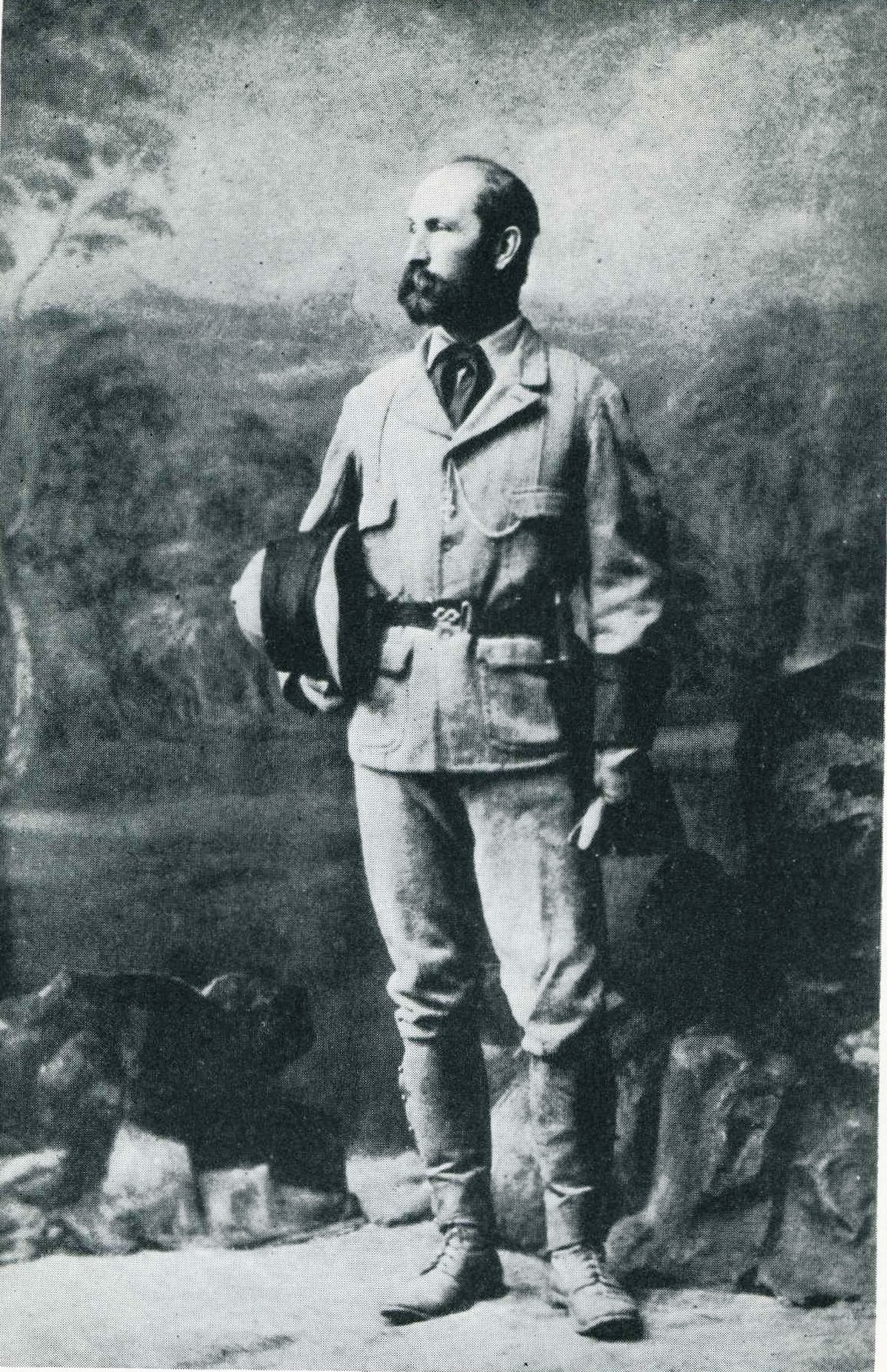
George Pomeroy Colley

Sir George Pomeroy Colley KCSI CB CMG (* 1. November 1835 in Rathangan, Kildare County; † 27. Februar 1881 am Majuba Hill, Südafrika) war ein britischer Major General. Er war Oberbefehlshaber im Ersten Burenkrieg, in dessen Verlauf er fiel.

## Leben
George Pomeroy Colley war der jüngste Sohn von George Francis Pomeroy (ab 1830 George Francis Colley) und seiner Gattin Frances, einer Tochter von Thomas Trench, Dekan von Kildare, und war ein Enkel von John Pomeroy, 4. Viscount Harberton. Er wuchs in Rathangan, County Kildare, auf und wurde in Cheam, Surrey ausgebildet. Er trat 1852 ins 2nd Queen's Regiment ein. Von 1854 bis 1860 diente er in Südafrika. 1860 wurde er mit seinem Regiment, als Teil des britischen Kontingents bei der britisch-französischen Expedition im Zweiten Opiumkrieg, nach China verlegt. Er nahm teil an der Eroberung der Taku-Forts und der Besetzung Pekings.
Colley nahm 1873 an Garnet Wolseleys Expedition nach Westafrika teil, um gegen die Aschanti zu kämpfen. Er war einer der 35 Offiziere, die später den Grundstock des „Ashanti-Rings“ bildeten. Die Gruppe erlangte durch gegenseitige Unterstützung einen bedeutenden Einfluss auf die viktorianische British Army und übernahm bis zum Ende des Jahrhunderts die führenden Positionen. 1862 absolvierte Colley für ein Jahr die Stabsakademie und diente dann fünf Jahre in Devonport. 1870 arbeitete er mit Lord Cardwell im Kriegsministerium an der Reformierung der British Army. 1871 ging er als Professor an die Stabsakademie.
1875 begleitete Colley Wolseley nach Natal in Südafrika. 1879 wurde er, als Brigadegeneral, dessen Stabschef im Zulukrieg. 1880 wurde Colley Wolseleys Nachfolger als Hochkommissar und Oberbefehlshaber in Natal.
Im Ersten Burenkrieg war Colley Oberbefehlshaber der britischen Truppen. Sein Versuch, die Buren von den Drakensbergen zu vertreiben, um die britischen Garnisonen zu entsetzen, führte am 28. Januar 1881 zur Schlacht von Laing’s Nek. Dort erlitt er eine Niederlage. Nachdem sein Nachschub in die Hände der Buren gefallen war, führte er seine Truppen auf den Gipfel des Majuba Hill, eines erloschenen Vulkanes. Die Buren eröffneten den Angriff auf diesen und in der folgenden Schlacht am Majuba Hill erlitt Colley eine Niederlage und wurde selbst getötet.